# Luis Enrique Díaz Cedeño
Luis Enrique Díaz Cedeño (Anaco, 14 de septiembre de 1982) es un ciclista profesional venezolano.

## Palmarés
2003
1º en Campeonato Nacional, Ruta, Sub-23  Venezuela
1º en 2ª etapa parte b Vuelta al Zulia, Cabimas  Venezuela
1º en 6ª etapa Vuelta al Zulia, Maracaibo  Venezuela
2007
1º en Clásico Ciudad de Caracas  Venezuela
1º en 7ª etapa Vuelta a Sucre  Venezuela
2012
1º en 4ª etapa Vuelta a Yacambu-Lara  Venezuela
1º en Clasificación General Final Vuelta a Yacambu-Lara  Venezuela
2013
1º en Copa Cuba de Pista  Cuba
2014
3º Campeonato de Venezuela de Ciclismo en Ruta  Venezuela
2015
3º Campeonato de Venezuela de Ciclismo en Ruta  Venezuela

## Equipos
- 2002  Gobernación de Anzoategui
- 2014  Gobernación del Táchira - IDT
- 2015  Gobernación de Yaracuy